# 마쓰다이라 사다시게 (1644년)
마쓰다이라 사다시게(松平定重)는 에도 시대 전기부터 중기까지의 다이묘이다. 이세 구와나번주, 에치고 다카다번 초대 번주를 지냈다. 사다쓰나계 히사마쓰 마쓰다이라 가(定綱系久松松平家) 제3대 당주이다. 이요 마쓰야마 번주 마쓰다이라 사다요리의 삼남으로 태어났다.
구와나 번 선대 번주 마쓰다이라 사다요시가 후사없이 사망하여 그의 양자로서 사다쓰나계의 번주를 이었다.
| 전임 마쓰다이라 사다요시 | 구와나번 번주 (히사마쓰 마쓰다이라가, 사다쓰나계) 1657년 ~ 1710년 | 후임 마쓰다이라 다다마사 |

| 전임 도다 다다자네 | 제1대 다카다번 번주 (히사마쓰 마쓰다이라가) 1710년 ~ 1712년 | 후임 마쓰다이라 사다미치 |